# Татаринцев Віктор Іванович
Віктор Іванович Татаринцев (нар.. 23 жовтня 1954, м. Херсон, Українська РСР) — російський дипломат.
Відомий головно своїм хамським твердженням про те, що російській владій байдуже щодо потенційних санкцій Заходу у випадку подальшого вторгнення в Україну.

## Біографія
Віктор Татаринцев народився 1954 року в Херсоні.
У 1980 році закінчив Московський державний інститут міжнародних відносин (МДІМВ) МЗС СРСР. Відразу ж почав працювати на дипломатичній роботі. До 1986 року працював співробітником посольства СРСР у Швеції. У 1986 році повернувся до Радянського Союзу, де обійняв посаду третього, а потім другого секретаря Другого європейського відділу МЗС СРСР. Через чотири роки знову переїхав до Стокгольма, повернувшись до посольства СРСР у Швеції першим секретарем. Після розвалу Радянського Союзу призначений аташе з питань культури Посольства Росії у Швеції.
У 1994 році вчергове повернувся до Москви у Другий європейський департамент МЗС Росії, де, спочатку, обійняв посаду старшого радника, потім — завідувача відділом та заступника директора. З 1997 до 2002 року — радник-посланник посольства Росії у Швеції. У 2002 році знову повернувся до Москви — на попередню посаду заступника директора Другого європейського департаменту МЗС Росії. З березня 2005 по травень 2006 років виконував обов'язки директора Другого європейського департаменту МЗС Росії.
17 квітня 2006 року призначений надзвичайним і повноважним послом Російської Федерації в Ісландії. З 24 лютого 2010 по травень 2014 року працював у Москві директором Другого європейського департаменту МЗС Росії.
Із 7 травня 2014 року — надзвичайний і повноважний посол Російської Федерації у Швеції.

### Скандал
В інтерв'ю шведському виданню «Aftonbladet» у грубій недипломатичній формі ствердив, що російській владій байдуже щодо потенційних санкцій Заходу у випадку подальшого вторгнення в Україну  .

## Нагороди
- Почесний працівник Міністерства закордонних справ Російської Федерації.
- Почесна грамота МЗС Росії.
- Орден Пошани (10 лютого 2012 року) — За великий внесок у реалізацію зовнішньополітичного курсу Російської Федерації і багаторічну роботу.

## Дипломатичний ранг
- Надзвичайний і повноважний посланник 2-го класу (15 січня 2002)[5]
- Надзвичайний і повноважний посланник 1-го класу (14 лютого 2006)[6]
- Надзвичайний і повноважний посол (16 липня 2012)[7]